# Campanula iconia
Campanula iconia är en klockväxtart som beskrevs av Demetrius Phitos. Campanula iconia ingår i släktet blåklockor, och familjen klockväxter. Inga underarter finns listade i Catalogue of Life.